# Puente de Palmas
El puente de Palmas es el puente más antiguo en la ciudad de Badajoz (Extremadura, España). Cruza el río Guadiana a la altura de la Puerta de Palmas donde conecta la ciudad con los barrios de San Fernando y de Santa Isabel, en la margen derecha del río. Fue construido hacia 1460 o 1511, pues en esto no se ponen de acuerdo diversos autores de la época si bien la mayoría de los historiadores se decantan por la versión de que se construyó en el siglo XVI y fue reparado más adelante con una estructura de influencia herreriana; en todo caso fue necesario reconstruirlo parcialmente debido a las habituales crecidas o riadas, siendo una de las más importantes la acaecida en 1876, de la que quedan testimonios gráficos.

## Descripción

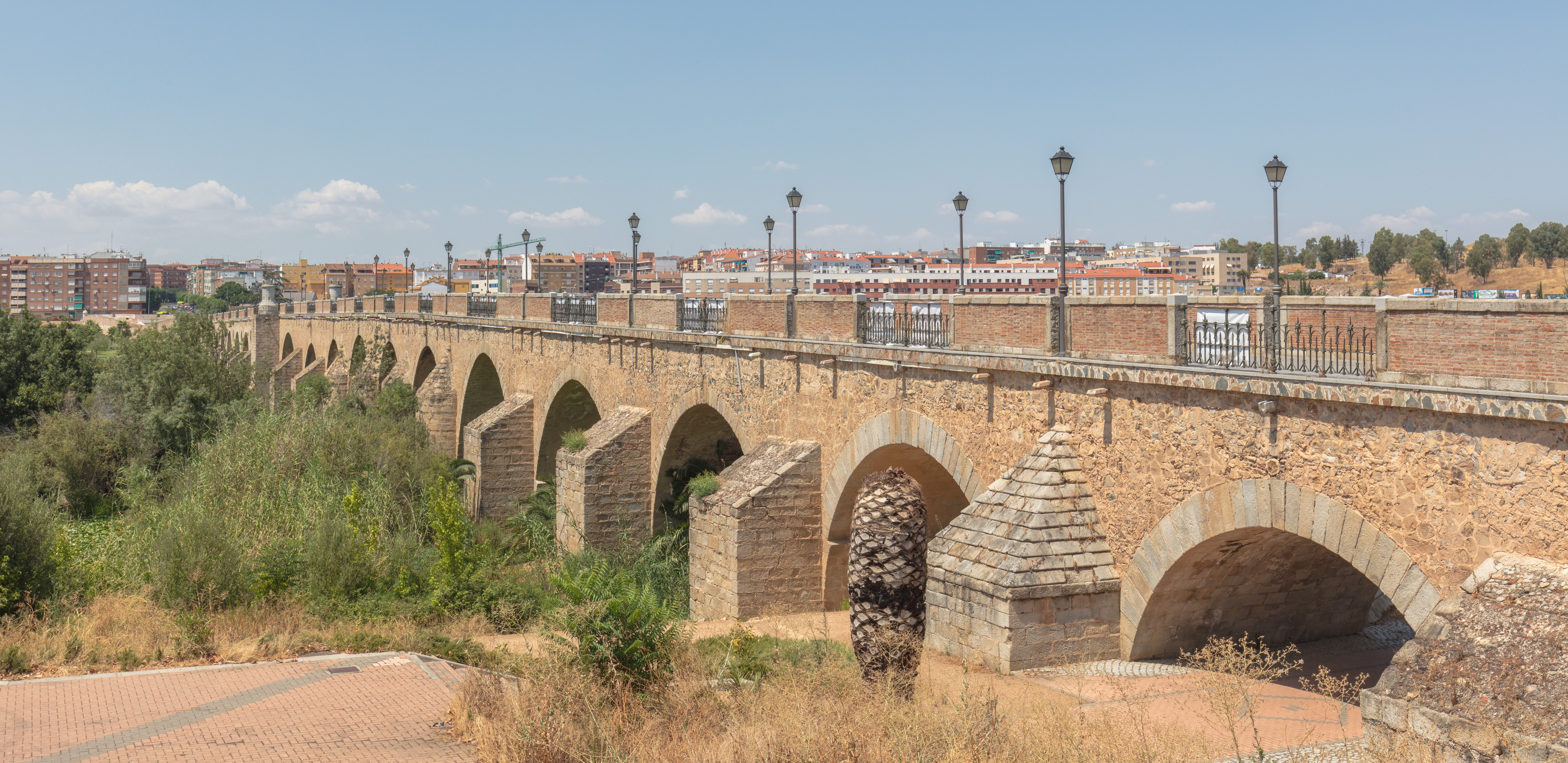
Vista del puente de Palmas.

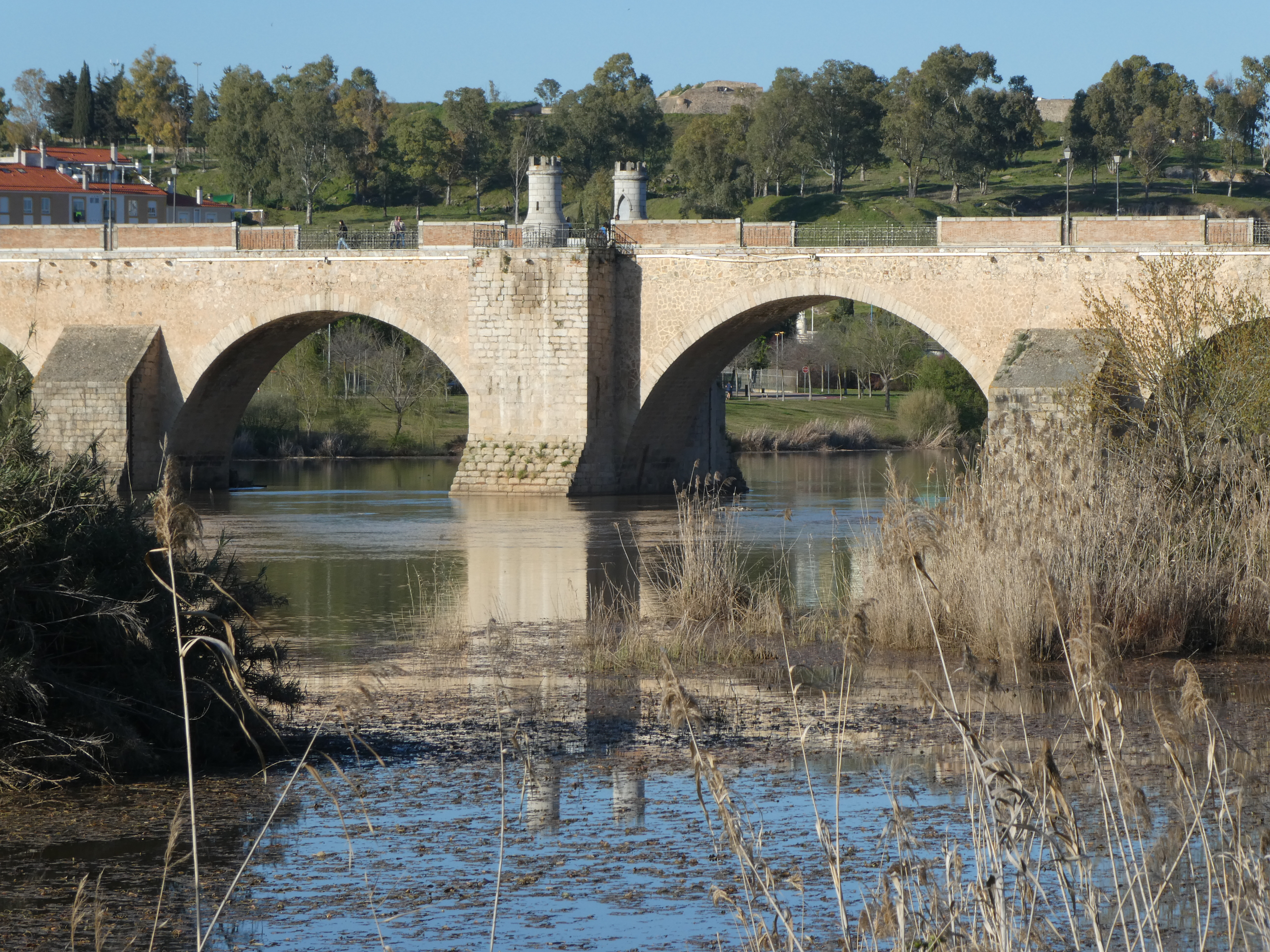
Detalle del puente.

Tiene 32 arcos y mide 585 metros, aunque sus dimensiones fueron variando a lo largo de los siglos, conforme se sucedían las reconstrucciones. 
El barrio de San Fernando se une con la parte izquierda de la ciudad de Badajoz por el puente de Palmas o también llamado puente peatonal. Este une la avenida de Carolina Coronado con el casco antiguo de la ciudad pasando por la escultura del arco de Puerta Palma.  
En un extremo del puente se halla la Puerta de Palmas, una de las entradas principales a la ciudad en otros tiempos, que se abría paso a través de las murallas que rodeaban totalmente a Badajoz.
En el otro extremo se halla un hornabeque construido en el siglo XVII para dar protección a la cabeza del puente. Actualmente une el barrio de San Fernando o la Estación y el de Santa Isabel a través de la avenida Carolina Coronado con el Casco Antiguo de la ciudad.

## Historia

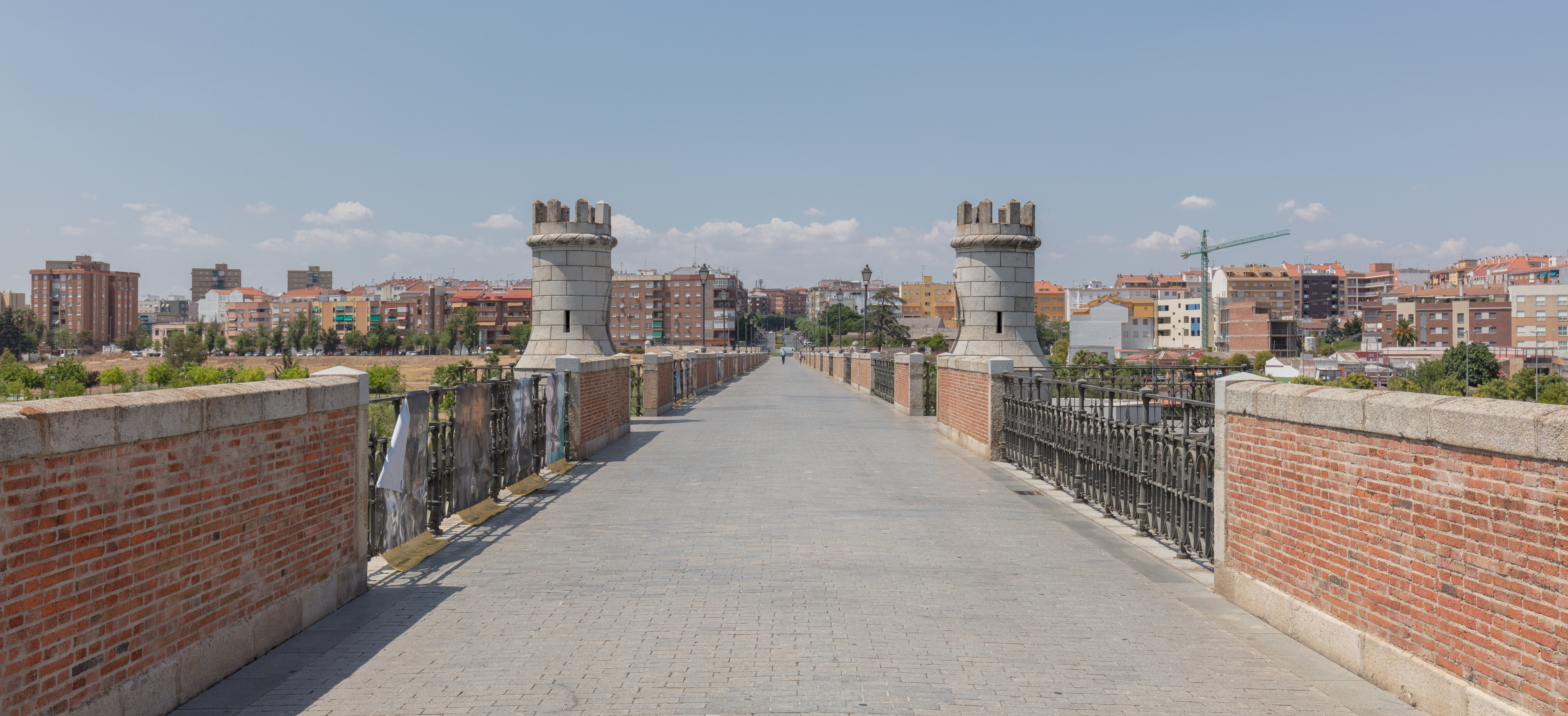
Vista del puente desde su superficie.

En su tiempo fue llamado el puente Bobo, pues no se cobraba derecho de pontazgo por atravesarlo, como era lo habitual en otros puentes en la época.

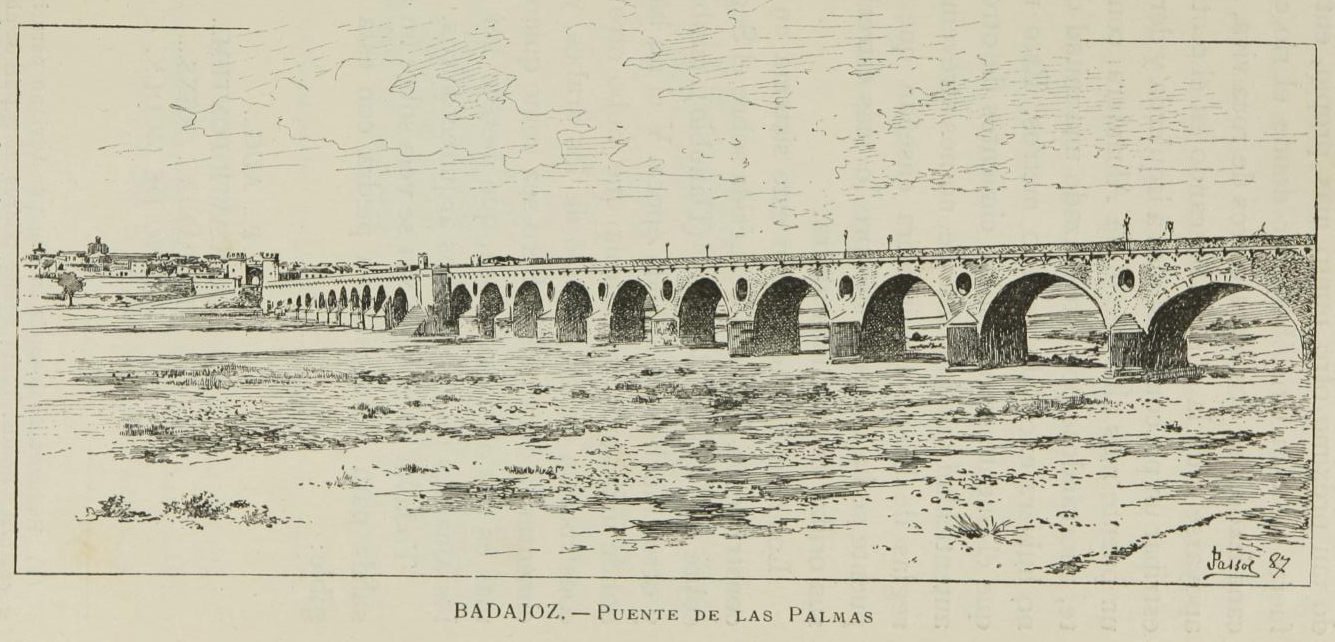
Vista del puente en un dibujo de 1887.

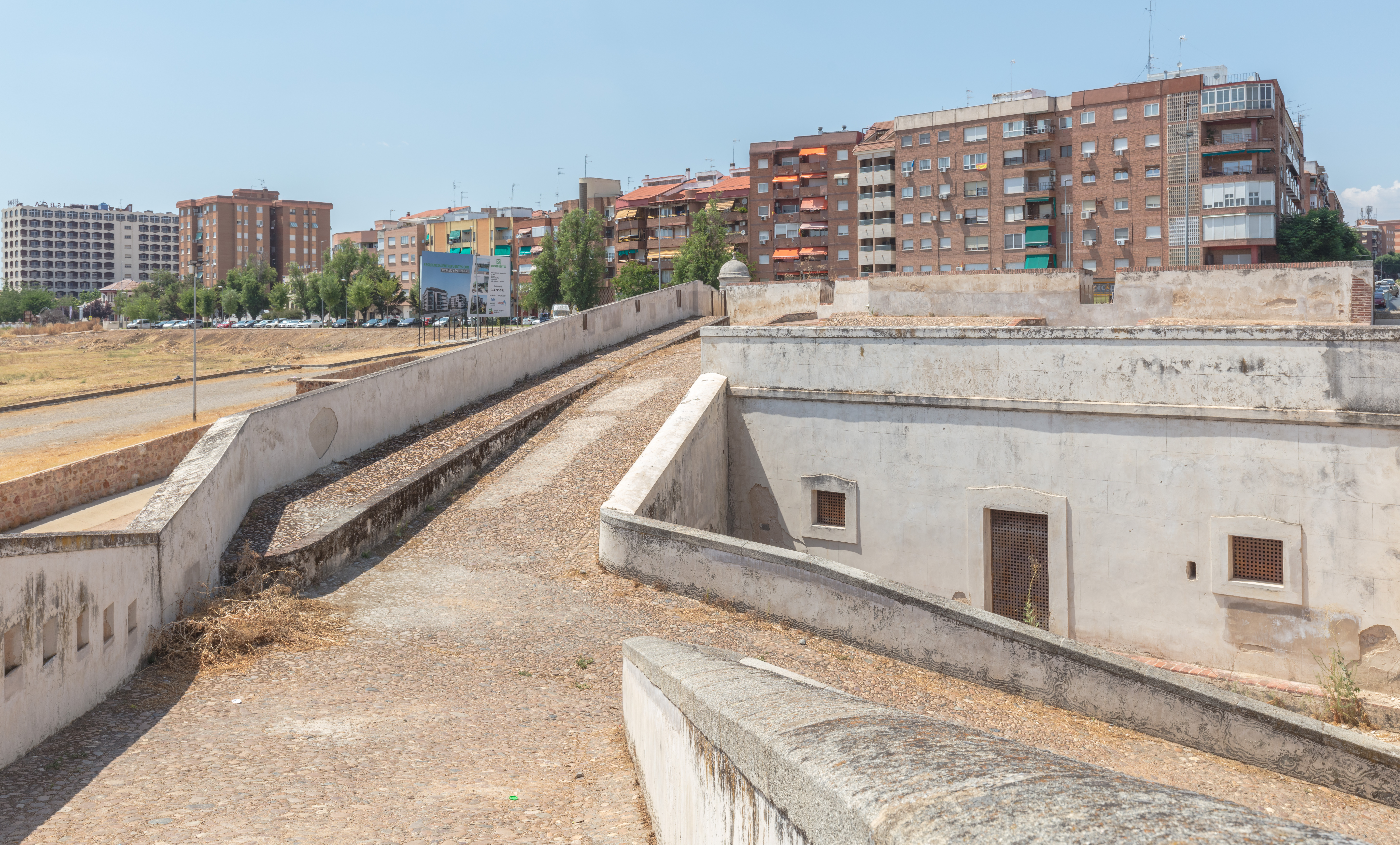
Hornabeque del puente al margen norte del Guadiana.

El puente fue levantado sobre otro que había anteriormente datado en 1460, y destruido por una fuerte crecida del río sobre los años 1545, el puente actual fue construido en 1596. Hasta que fue construido en el siglo XV el puente de nuevo, la ciudad careció de puente, realizándose la travesía del río mediante barcas, fue sólidamente fabricado en piedra. 
Distintos desperfectos ocasionados por el río en diferentes épocas han obligado, no obstante, a sucesivas reparaciones para mantenerlo practicable. Así en 1603, reinando ya Felipe III, una gran crecida del Guadiana destruyó 16 de sus 24 ojos, y se tuvo que reconstruir entre 1609 y 1612, consistiendo "en sacar todos los cimientos, hacer trece pilares y seis arcos y otras cosas. 
En 1833 volvió a ser reedificado el puente, entonces es cuando se colocó la barandilla de hierro que aún perdura. A principios del siglo XX, en 1909 y 1910, se colocaron los castilletes centrales por el conocido ingeniero José Eugenio Ribera, si bien estos fueron lamentablemente destruidos con la última restauración en el 2003. 
Los castilletes laterales, situados en la mitad del puente y neogóticos, fueron añadidos en 1880 por el ingeniero Cervera Royo. Por otro lado también se colocaron los petos de separación de los peatones, con motivo de la instalación de los raíles del tranvía de caballos que iba a la estación de ferrocarril. Sobre el estribo del primer arco se mantuvieron sendas placas que indicaban el enorme nivel alcanzado por las aguas en las crecidas de 1758 y 1828 cuando el puente quedó cubierto por completo, y que fueron la causa de los daños reparados. Aún pueden verse placas indicando ese increíble nivel, existentes en la Puerta de Palmas y otros lugares de la ciudad. Todas estas remodelaciones no han dejado de reflejarse en el puente que presentan formas y materiales correspondientes a diferentes épocas y estilos. Primitivamente la construcción constaba de 28 ojos si bien en la actualidad son 32 los que presenta. Su traza es recta con una pequeña elevación que presenta hacia su parte central, alcanzando en total los casi 600 metros. La importancia estratégica de la obra queda subrayada por las fortificaciones y defensas dispuestas en sus extremos. 